# خافيير خيمينيز مورينو
خافيير خيمينيز مورينو (بالإسبانية: Javier Jiménez Moreno) (11 يناير 1996 بكيسادا في إسبانيا - ) هو لاعب كرة قدم إسباني في مركز الدفاع. لعب مع خيمناستيك طركونة.

## وصلات خارجية
- خافيير خيمينيز مورينو على موقع قاعدة بيانات كرة القدم.إي يو (الإنجليزية)
- خافيير خيمينيز مورينو على موقع Soccerway.com (الإنجليزية)
- خافيير خيمينيز مورينو على موقع عالم كرة القدم.نت (الإنجليزية)
- خافيير خيمينيز مورينو على موقع AS.com (الإسبانية)